# Gary Raymond

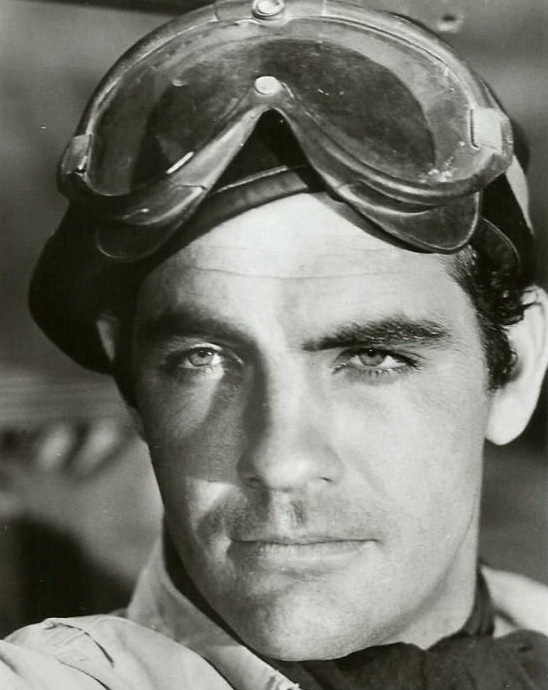
Gary Raymond em The Rat Patrol, em 1967.

Gary Barrymore Raymond (Brixton, Londres, Reino Unido, 20 de abril de 1935) é um ator inglês de cinema, televisão e teatro. Raymond é mais conhecido por suas atuações em filmes e séries de TV, como Sancho em El Cid (1961), Acasto em Jasão e os Argonautas (1963) e Simão Pedro em A Maior História de Todos os Tempos (1965), e na série de TV The Rat Patrol (1966-1968) no papel do sargento Jack Moffitt.  

## Biografia
Gary Raymond nasceu em Brixton, Londres, sendo o filho mais novo de três irmãos. Gary tem um irmão gêmeo, Robin Rodney, vinte minutos mais velho que ele. Sua mãe morreu de tuberculose quando ele e seu irmão tinham apenas nove meses, e os dois foram criados por uma babá. Aos onze anos, ganhou uma bolsa de estudos para a Gateway School, onde permaneceu até se formar, aos dezesseis anos. Depois de treinar na Royal Academy of Dramatic Art, Gary trabalhou no teatro com a Royal Shakespeare Company nos anos 1950.k Moffitt.
Gary atuou em filmes notáveis, onde contracenou com atores da era dourada do cinema, como: De Repente, no Último Verão (1959), contracenando com Katharine Hepburn, Montgomery Clift e Elizabeth Taylor; The Millionairess (1960), onde interpretou o marido da personagem de Sophia Loren; El Cid (filme) (1961), um filme épico em que contracenou com Charlton Heston e Sophia Loren; The Playboy of the Western World (1962), em que Gary estrelou; Jasão e os Argonautas (1963), um filme de fantasia baseado no mito grego de Jasão; e A Maior História de Todos os Tempos (1965), filme épico de George Stevens onde retratou Simão, chamado por Jesus (Max von Sydow) para se tornar o apóstolo Pedro. Raymond também fez peças teatrais, começando em meados dos anos 1950. Ele continuou aparecendo no palco durante toda sua carreira no cinema e na televisão. Produções do teatro incluem peças de William Shakespeare (As You Like It, Hamlet, Twelfth Night, A Midsummer Night's Dream, Troilus and Cressida, entre outras), além de outras como The Crucifer of Blood, Treasure Island, The Sound of Music. 
Na televisão, Gary é conhecido por interpretar o sargento Jack Moffitt na série americana dos anos 1960, The Rat Patrol (1966–68), que durou duas temporadas.
Raymond é casado com a atriz Delena Kidd, com quem tem três filhos: Matthew, Sophie e Emily.

## Filmografia
| Ano       | Título                                         | Papel                         | Nota                                          |
| --------- | ---------------------------------------------- | ----------------------------- | --------------------------------------------- |
| 1956      | The Black Brigand (TV series)                  | Francis                       | 8 episódios                                   |
| 1958      | The Adventures of Robin Hood (TV series)       | Henry                         | Episódio: "One Man's Meat"                    |
| 1958      | About Religion (TV series)                     |                               | Episódio: "Christ in Jeans"                   |
| 1958      | The Moonraker                                  | Charles Stuart                |                                               |
| 1958      | ITV Television Playhouse (TV series)           | Obie                          | Episódio: "Poet's Corner"                     |
| 1959      | Look Back in Anger                             | Cliff Lewis                   |                                               |
| 1959      | The Invisible Man (TV series)                  | Prince Jonetta                | Episódio: "Man in Power"                      |
| 1959      | Suddenly, Last Summer                          | George Holly                  |                                               |
| 1960      | The Millionairess                              | Alastair                      |                                               |
| 1961      | ITV Play of the Week (TV series)               | Joesy Vaughan                 | Episódio: "Hallelujah Corner"                 |
| 1961      | Drama 61-67 (TV series)                        |                               | Episódio: "Drama '61: The Best of Everything" |
| 1961      | El Cid                                         | Prince Sancho                 |                                               |
| 1962      | Out of this World (TV series)                  | Seldon Bishop                 | Episódio: "Immigrant"                         |
| 1962      | Man of the World (TV series)                   | Hossain                       | Episódio: "The Frontier"                      |
| 1963      | Playboy of the Western World                   | The Playboy (Christy Mahon)   |                                               |
| 1963      | Jason and the Argonauts                        | Acastus                       |                                               |
| 1963      | The Sentimental Agent (TV series)              | Mateo                         | Episódio: "A Box of Tricks"                   |
| 1964      | Martin Chuzzlewit (TV series)                  | Martin Chuzzlewit             | 13 episódios                                  |
| 1964      | Das Verrätertor                                | Graham                        |                                               |
| 1965      | The Greatest Story Ever Told                   | Peter                         |                                               |
| 1965      | The Saint (TV series)                          | Gilberto Arroyo               | Episódio: "The Spanish Cow"                   |
| 1965      | Blackmail (TV series)                          | Machiavelli Edwards           | Episódio: "Cut Yourself a Slice of Throat"    |
| 1966      | The Hunchback of Notre Dame (TV series)        | Pierre Gringoire              | 7 episódios                                   |
| 1966      | Love Story (TV series)                         | Karim Lateef                  | Episódio: "Another Name from Nowhere"         |
| 1967      | Red and Blue                                   | Songwriter                    |                                               |
| 1966–1968 | The Rat Patrol (TV series)                     | Sergeant Jack Moffitt         | 58 episódios                                  |
| 1968      | What Maisie Knew (TV series)                   | Sir Claude                    | 3 episódios                                   |
| 1968      | Massacre Harbor                                | Sergeant Jack Moffitt         |                                               |
| 1968      | Sherlock Holmes (TV series)                    | Sir Henry Baskerville         | 2 episódios                                   |
| 1969      | Who-Dun-It (TV series)                         | Jeremy Moon                   | 5 episódios                                   |
| 1969      | Dombey and Son (TV mini series)                | James Carker                  | 9 episódios                                   |
| 1970      | ITV Sunday Night Theatre (TV series)           | Orsino                        | Episódio: "Twelfth Night"                     |
| 1971      | UFO (TV series)                                | Colonel John Grey             | Episódio: "The Man Who Came Back"             |
| 1971      | And Mother Makes Three (TV series)             | John Montgomery               | Episódio: "School for Love"                   |
| 1971      | The Doctors (TV series)                        | Paul Foster                   | 6 episódios                                   |
| 1971      | Jason King (TV series)                         | Sandro                        | Episódio: "Buried in the Cold Cold Ground"    |
| 1972      | The Persuaders! (TV series)                    | Sergei                        | Episódio: "The Ozerov Inheritance"            |
| 1972      | BBC Show of the Week (TV series)               |                               | Episódio: "Keith Michell at the Adelphi"      |
| 1972      | New Scotland Yard (TV series)                  | Ronnie Johnson                | Episódio: "Evidence of Character"             |
| 1972      | Harriet's Back in Town (TV series)             | Andrew Folland                | 6 episódios                                   |
| 1973      | Comedy Playhouse (TV series)                   |                               | Episódio: "The Birthday"                      |
| 1974      | Boy Dominic (TV series)                        | Carnaby                       | Episódio: "The Man with the Painted Face"     |
| 1976      | The New Avengers (TV series)                   | Roger Masgard                 | Episódio: "Three Handed Game"                 |
| 1977–1978 | The Cedar Tree (TV series)                     | Jack Poole                    | 36 episódios                                  |
| 1979      | Thomas and Sarah (TV series)                   | Eli Watkins                   | Episódio: "Return to Gethyn"                  |
| 1979      | The Omega Factor (TV series)                   | Townsend                      | Episódio: "Out of Body, Out of Mind"          |
| 1980      | Spy! (TV series)                               | Commandant                    | Episódio: "Camp 020"                          |
| 1980      | Hammer House of Horror (TV series)             | Martin                        | Episódio: "The Two Faces of Evil"             |
| 1982      | Playhouse: The Combination (TV movie)          | Father – Mr Bedford           |                                               |
| 1983      | Jemima Shore Investigates (TV series)          | Sterling Stanley              | Episódio: "Dr. Ziegler's Casebook"            |
| 1984      | Play for Today (TV series)                     | Michael                       | Episódio: "Moving on the Edge"                |
| 1985      | Coronation Street (TV series)                  | Wally Trainer                 | Episódio: "Episódio #1.2524"                  |
| 1986      | God's Outlaw                                   | Sir John Walsh                |                                               |
| 1987      | Screen Two (TV series)                         | Quentin Featherston           | Episódio: "The Children of Dynmouth"          |
| 1988      | The Attic: The Hiding of Anne Frank (TV movie) | Kraler                        |                                               |
| 1994      | Scarlett (TV mini series)                      | Old Daniel O'Hara             | 3 episódios                                   |
| 1995      | Casualty (TV series)                           | William Gower                 | Episódio: "Lost Boys"                         |
| 1996      | Ellington (TV series)                          | Falconni                      | Episódio: "Man of Honour"                     |
| 1997      | Love in the Ancient World (TV movie)           | Member at Platon's Guest meal |                                               |
| 2001      | Brilliant! (Short)                             | Art Collector                 |                                               |
| 2001      | Victoria &amp; Albert (TV movie)               | Archbishop                    |                                               |
| 2003      | The Foreigner                                  | Jared Olyphant                |                                               |
| 2007      | Empathy (TV movie)                             | Walt                          |                                               |
| 2010      | S.N.U.B!                                       | Ministerial Driver (voice)    |                                               |
| 2011      | Balzan's Contract (curta-metragem)             |                               |                                               |
| 2014      | Sex, Marriage and Infidelity                   | Sir Edward                    |                                               |
| 2017      | National Theatre Live: Follies                 | Dimitri Weismann              |                                               |